# Nerw odwodzący

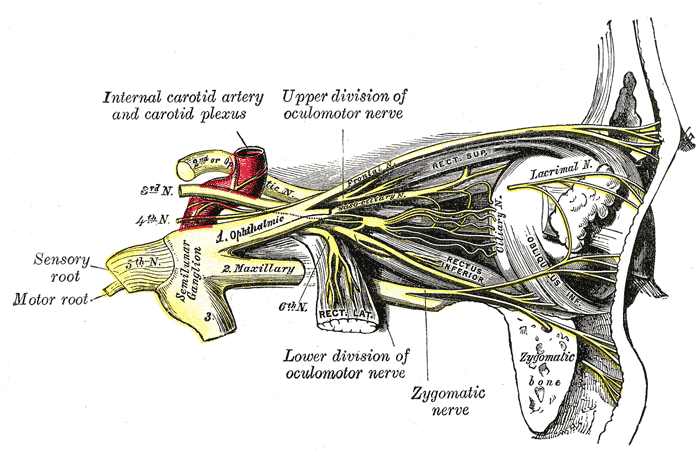
Nerwy oczodołu prawego. Widoczny odcinek końcowy nerwu odwodzącego zaznaczony jako 6th N. z końcowymi gałązkami nerwowymi rozpadającymi się w mięśniu prostym bocznym (RECT. LAT.). Na rysunku mięsień odcięty od gałki ocznej

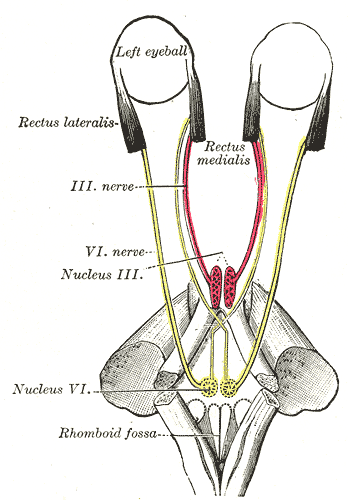
Schemat przedstawiający unerwienie mięśni gałkoruchowych. Nerw odwodzący zaznaczony jako VI. nerve

Nerw odwodzący (łac. nervus abducens) – w anatomii człowieka VI nerw czaszkowy. Ma charakter ruchowy. Unerwia mięsień prosty boczny gałki ocznej. Jego porażenie powoduje zeza zbieżnego.

## Przebieg
Włókna biorą początek w jądrze ruchowym nerwu VI, które leży na dnie komory czwartej (dół równoległoboczny). Jądro położone jest na wysokości wzgórka twarzowego. Nerw wychodzi z pnia mózgu w bruździe opuszkowo-mostowej (łac. sulcus bulbopontinus) nad piramidą rdzenia przedłużonego. Jego włókna biegną następnie w przestrzeni podpajęczynówkowej przez zbiornik kąta mostowo-móżdżkowego. W tym odcinku nerw leży na stoku kości potylicznej Następnie nerw biegnie ku przodowi i przebija oponę twardą. Układa się tam w kanale Dorello biegnąc po piramidzie kości skroniowej. Ku przodowi nerw zmierza do zatoki jamistej. We wnętrzu zatoki nerw otoczony jest jej śródbłonkiem i leży bocznie oraz ku dołowi od tętnicy szyjnej wewnętrznej. Po wyjściu z zatoki jamistej nerw przez szczelinę oczodołową górną wchodzi do oczodołu. Biegnie on na przyśrodkowej powierzchni mięśnia prostego bocznego i po krótkim przebiegu rozpada się na kilka gałązek, które wchodzą do mięśnia unerwiając go.

## Zespolenia i warianty anatomiczne
Nerw odwodzący w zatoce jamistej otrzymuje włókna współczulne ze splotu jamistego. W oczodole może otrzymywać także włókna czuciowe od nerwu ocznego (od nerwu trójdzielnego). Niekiedy nerw odwodzący może nie występować, a jego funkcje przejmują wtedy gałązki nerwu okoruchowego.